# 972 TCN
972 TCN là một năm trong lịch La Mã.